# Лонкта-Дольна
Лонкта-Дольна (пол. Łąkta Dolna) — село в Польщі, у гміні Тшцяна Бохенського повіту Малопольського воєводства.
Населення — 994 особи (2011).
У 1975-1998 роках село належало до Тарновського воєводства.

## Демографія
Демографічна структура станом на 31 березня 2011 року:
|          | Загалом | Допрацездатний вік | Працездатний вік | Постпрацездатний вік |
| -------- | ------- | ------------------ | ---------------- | -------------------- |
| Чоловіки | 498     | 128                | 316              | 54                   |
| Жінки    | 496     | 110                | 278              | 108                  |
| Разом    | 994     | 238                | 594              | 162                  |